# Turaclı
Turaclı är en ort i Azerbajdzjan.   Den ligger i distriktet Qax Rayonu, i den nordvästra delen av landet, 280 km väster om huvudstaden Baku. Turaclı ligger 225 meter över havet och antalet invånare är 992.
Terrängen runt Turaclı är platt åt sydväst, men åt nordost är den kuperad. Närmaste större samhälle är Qax, 12,2 km öster om Turaclı.
Omgivningarna runt Turaclı är en mosaik av jordbruksmark och naturlig växtlighet. Runt Turaclı är det ganska glesbefolkat, med 35 invånare per kvadratkilometer.